# Lac Awtosiwranan
Lac Awtosiwranan är en sjö i Kanada.   Den ligger i regionen Mauricie och provinsen Québec, i den östra delen av landet, 400 km norr om huvudstaden Ottawa. Lac Awtosiwranan ligger 410 meter över havet. Arean är 0,50 kvadratkilometer. Den ligger vid sjöarna  Lac du Principal Lac Mwakotcicton och Lac Mwakotcictona. Den sträcker sig 0,9 kilometer i nord-sydlig riktning, och 1,6 kilometer i öst-västlig riktning.
Trakten runt Lac Awtosiwranan är nära nog obefolkad, med mindre än två invånare per kvadratkilometer.